# Pokajanje
Pokajanje ili kajanje je obraćenje, promjena mišljenja i djela kojom se nastoji ispraviti zlo i postići oprost od oštećene osobe. 
U vjerskom kontekstu obično se tumači kao priznanje grijeha Bogu, kajanje, prestanak grijeha protiv njega i odluka da se živi u skladu s Njegovim zakonom. Uvijek sadrži element priznanja krivnje, te barem jedan od ovih elemenata: svečano obećanje i odlučnost da se ne ponovi prekršaj; pokušaj da se nadoknadi šteta oštećenom ili uklone štetne posljedice zlog djela kada je to god moguće.
U biblijskom hebrejskom, ideju pokajanja opisuju dva glagola: שוב shuv (vratiti) i נחם nicham (osjećati žalost). 
Jedan od ključnih opisa pokajanja u Novom zavjetu je parabola o razmetnom sinu koja se može naći u Evanđelju po Luki.
Svrha i učinak sakramenta ispovijedi je pomirenje s Bogom. Oni koji primaju sakrament raskajana srca i s religioznim raspoloženjem, postižu "mir i spokoj savjesti zajedno s jakom duhovnom utjehom". Sakrament pomirenja s Bogom donosi istinsko "duhovno uskrsnuće", vraća dostojanstvo i dobra života djece Božje, od kojih je najdragocjenije Božje prijateljstvo. Oni koji pristupaju sakramentu Pokore primaju od Božjeg milosrđa oprost uvrede Bogu učinjene i ujedno se pomiruju s Crkvom. Pokornik kome je oprošteno pomiruje se sa samim sobom u najintimnijoj dubini svoga bića, gdje dobiva natrag vlastitu unutarnju istinu; pomiruje se s ljudima koje je na neki način uvrijedio i ranio; pomiruje se s Crkvom; pomiruje se s čitavim svemirom. Na taj način sakrament ispovijedi ne ozdravlja samo jednog grešnika, nego, ozdravljajući njega, ozdravlja i cijelo tijelo Crkve.